# Берли (деревня)
Берли — деревня в Высокогорском районе Татарстана. Входит в состав Берёзкинского сельского поселения.

## География
Находится в северо-западной части Татарстана на расстоянии приблизительно 22 км на север по прямой от районного центра поселка Высокая Гора у речки Шуманка.

## История
Основана в XVIII веке как деревня Бирюли.

## Население
Постоянных жителей было: в 1782 году — 165 душ мужского пола, в 1859—237, в 1897—294, в 1920—396, в 1926—350, в 1938—420, в 1949—225, в 1958—200, в 1970—114, в 1989 — 79, 87 в 2002 году (русские 99 %), 79 в 2010.